# Берлі-Гриффін
Берлі Гриффін (англ. Burley Griffin) — штучне озеро в центрі міста Канберра, столиці Австралії. Спорудження завершили 1964 року, після того як річку Молонгло в течії між міським центром і Парламентським трикутником перекрили греблею.
Об'єкт спроектував Волтер Берлі Гріффін з використанням різних геометричних мотивів таким чином, щоб його осі відповідали природним географічним об'єктам території. Проте влада змінила його початковий план, і до його від'їзду з Австралії в 1920 році значних робіт завершено не було. Його схема залишилася невиконаною через Велику депресію і Другу світову війну. Проектування відновилося лише в 1950-х роках. 1960 року, після тривалих політичних диспутів з кількох запропонованих варіантів, за енергійної підтримки прем'єр-міністра Роберта Мензіса, розпочато земляні роботи. Після завершення будівництва мостів і дамб у вересні 1963 року дамбу перекрили. Проте через посуху вода піднялася до цільової позначки лише в квітні 1964 року. Формально водойму відкрито 17 жовтня 1964 року.
Об'єкт розташований у приблизному географічному центрі міста, і, відповідно до початкового проекту Гріффіна, був центральною точкою столиці. На його берегах зведено будівлі багатьох центральних установ, таких як Національна галерея Австралії, Національний музей Австралії, Національна бібліотека Австралії, Австралійський національний університет і Високий суд Австралії, неподалік розташований Будинок парламенту Австралії. Його околиці, зайняті переважно парковими зонами, є популярним місцем відпочинку, особливо теплої пори. Хоча купаються у водоймі рідко, її використовують для широкого кола інших розваг, таких як катання на човнах, рибальство і вітрильний спорт.
Водойма має орнаментальну поверхню завдовжки 11 кілометрів і завширшки не більш як 1,2 кілометра. Середня глибина становить 4 метри, максимальна — сягає 18 метрів біля дамби Скрайвінер. Ця дамба, завдовжки 33 метри, регулює наповнення водосховища. Вона здатна витримувати особливо сильні повені, які трапляються раз на 5 тисяч років. Під час посухи рівень води можна підтримувати за рахунок спуску дамби Гугонг, розташованої на річці Квінб'ян, верхній притоці річки Молонгло.

## Етимологія назви
Носить ім'я Волтера Берлі Гріффіна, американського архітектора, який виграв конкурс на проектування міста Канберра.

## Історія проектування

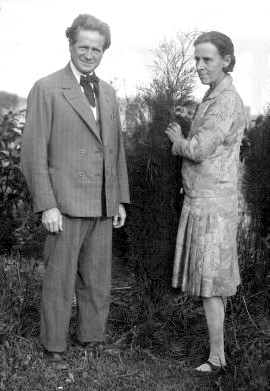
Волтер Берлі Гріффін, архітектор, який спроектував Канберру, і на честь якого назвали водойму, зі своєю дружиною і асистенткою Меріон Махоні Гріффін

1909 року Чарльз Роберт Скрівенер (1855-1923) рекомендував майданчик для розміщення запланованої столиці країни міста Канберра. Одним із факторів вибору місця була можливість створення водного резервуару «для декоративних цілей за розумною вартістю». Робота Скрівенера продемонструвала, що рельєф місцевості дає можливість створення водойми за допомогою загати.
1911 року розпочався конкурс на проектування Канберри. Підготовлений Скрівенером огляд території передали архітекторам, які брали участь у конкурсі. Оскільки річка Молонгло протікала через заливну рівнину, то у своєму огляді Скрівенер чітко виділив сірим територію, зручну для створення штучного озера, близьку до пізніше фактично створеного об'єкта, і позначив чотири можливі місця для дамби. Більшість конкурсантів зрозуміли натяк і включили у свої пропозиції штучну водойму.

### Розробка Волтера Берлі Гріффіна
Американський архітектор Волтер Берлі Гріффін виграв змагання і, після затвердження рішення журі міністром внутрішніх справ Кінгом О'Моллі, його запросили в Австралію для нагляду за будівництвом нової столиці. Пропозиція Гріффіна, наповнена геометричними моделями, включала концентричні шестикутники і восьмикутники вулиць, що виходили з кількох центрів.
За його проектом водойма повинна була розташовуватися в центрі міста і складатися з центрального басейну у формі сегмента кола, західного і східного басейнів, обидва приблизно у формі кола, а також по обидва боки від них західного і східного озер, багато великих за площею та нерегулярної форми. Східне озеро передбачалося розташувати на рівні на 6 метрів вищому, ніж решта компонентів. Пропозиція Гріффіна була «найвизначнішою з представлених, і підкуповувала простотою і чіткістю».

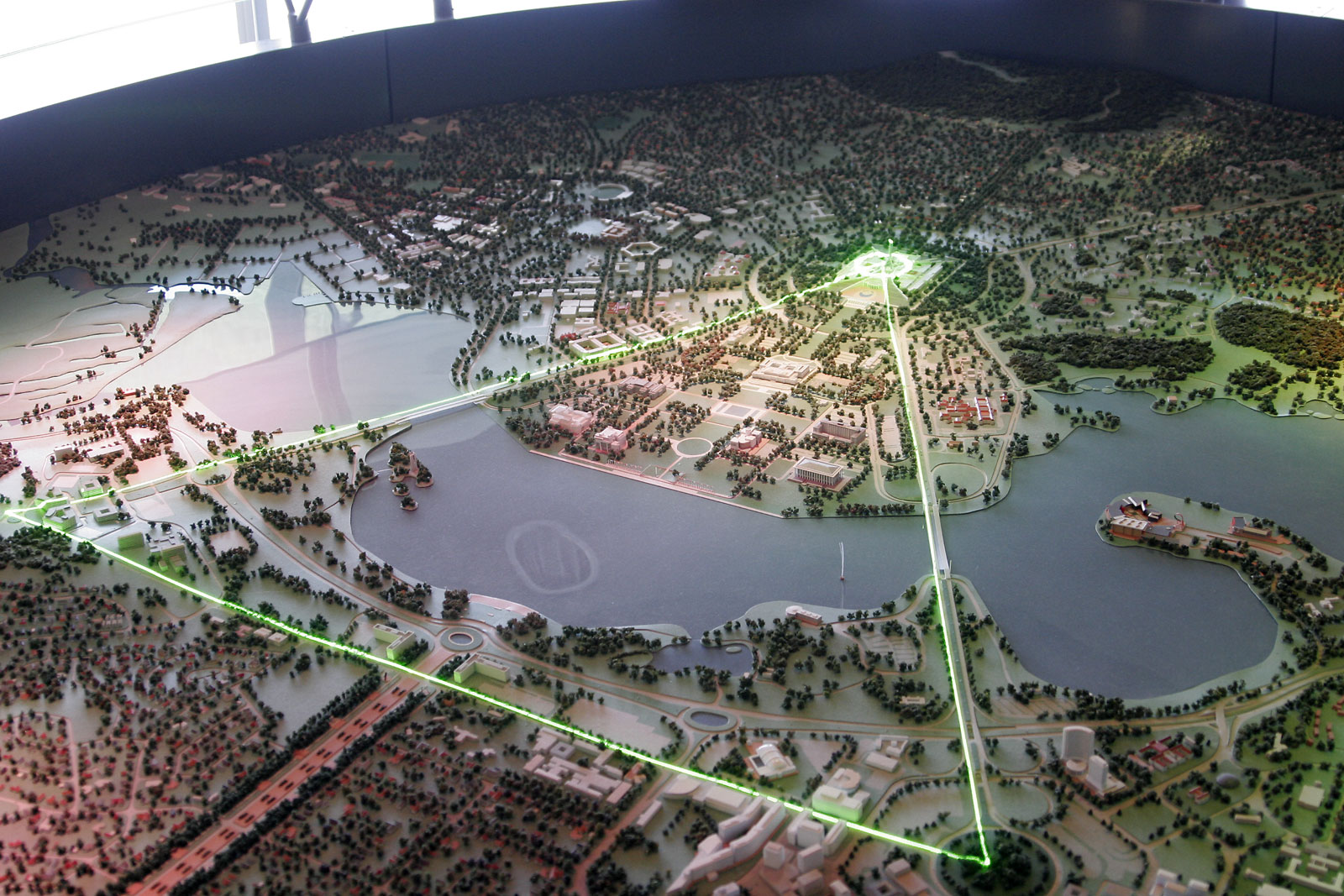
Модель Парламентського трикутника Гріффіна. Зображений фактично здійснений, а не початковий проект Гріффіна

Об'єкти було навмисно спроектовано так, щоб їх орієнтація прив'язувалася до різних топографічних позначок Канберри. Водойми простягалися зі сходу на захід і ділили місто на дві частини. Вісь перпендикуляра до центрального басейну проходила від Капітолійського пагорба на південному березі (майбутнє місце розташування нового Будинку парламенту) на північ-північний схід через центральний басейн до його північного берега, потім вздовж проспекту Анзак до Австралійського військового меморіалу (спочатку на його місці планували розмістити казино). Якщо дивитися з Капітолійського пагорба, то повинно було здаватися, що військовий меморіал стоїть прямо біля підніжжя гори Ейнслі. На південно-західному кінці цієї осі розташовувався пік Бімбері.
Прямий край сегмента кола, який формував центральний басейн, був водною віссю, що тягнулася на північний захід до Блек-Маунтен, найвищої точки Канберри. Лінія, що проходила по північній частині міста паралельно до водної осі, вважалася муніципальної віссю. По муніципальній осі пройшла авеню Конституції, яка зв'язала Сіті Гілл у районі Сіті з центральним ринком. Авеню Співдружності і Кінгс авеню повинні були, пройшовши з півдня від Капітолійського пагорба на північ до Сіті Гілл і центрального ринку відповідно, сформувати західний і східний кордони центрального басейну. Територія, розташована між цими трьома авеню, дістала назву Парламентський трикутник і повинна була стати серцем проекту Гріффіна.

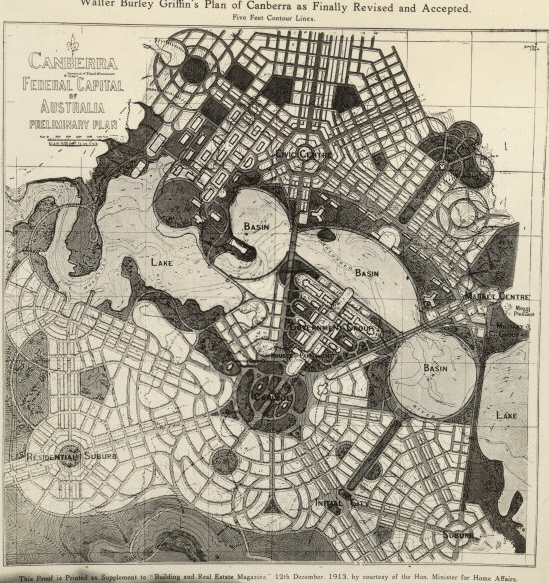
Проект Гріффіна, що переміг у конкурсі

Пізніше Скрівенер, як член урядового проектного комітету, відповідав за зміну проекту Гріффіна, що переміг. Він рекомендував змінити геометричну форму водойми на більш природну і застосувати лише одну дамбу замість запропонованої Гріффіном серії гребель. Гріффін лобіював збереження чистих геометричних форм, але його протести було відхилено. Новий проект включав елементи кількох найкращих конкурсних пропозицій і його широко критикували за потворний вигляд. Новий план водосховища зберіг три басейни Гріффіна: східний, центральний і західний, хоча й у трохи змазаній формі.
Гріффін вступив у листування з урядом щодо проекту і можливих змін, і його запросили до Канберри для переговорів з цього питання. Він прибув у серпні 1913 року і був призначений на посаду директора з проектування і будівництва федеральної столиці строком на три роки.
Упродовж наступних років проект знову змінили, однак, планування водойми продовжувало здебільшого базуватися на початковій пропозиції. План 1918 року був опублікований і юридично захищений федеральним парламентом у 1926 році. Водночас, Гріффін мав напружені робочі стосунки з австралійською владою, а брак фінансування з боку федерального уряду призвів до того, що до часу його від'їзду в 1920 році виконано було лише незначні роботи. Пропозицію 1920-х років зменшити розмір західного озера до всього лише стрічки води аргументували необхідністю забезпечити захист від повеней. Однак, опублікований 1929 року звіт Оуена і Піка довів, що початковий проект був обґрунтованим з гідрологічної точки зору.

### Політичні диспути та зміни
З настанням Великої депресії а після неї Другої світової війни розвиток нової столиці сповільнився. Упродовж десятиліття після закінчення війни Канберру критикували за схожість з селом, а її невпорядкований набір будівель вважали потворним. Канберру часто глузливо описували як «кілька передмість у пошуках міста».
Упродовж цього часу річка Молонгло протікала через територію, яку заливало під час паводків, що однак становила лише незначну частину від передбаченої планом Гріффіна водної поверхні. Центр столиці являв собою переважно сільськогосподарські землі з невеликою кількістю будівель, здебільшого тимчасових дерев'яних, по обидва боки річки. Ніщо в реальності не свідчило, що Канберру будували за якимось планом. Парламентський трикутник і основні ідеї Гріффіна були забуті. На випасній території, яка мала стати західним озером, розміщувалися Королівський канберрський гольф-клуб, іподром Ектона і спортивні майданчики, і людям доводилося розганяти худобу перед заняттями спортом. На місці північного берега центрального басейну розташовувалося звалище сміття. Жодних будівельних робіт не було впродовж 30 років з моменту від'їзду Гріффіна.
У 1950 році Комітет з планування та розвитку національної столиці запропонував виключити з проекту східне озеро, найбільший компонент системи. Сьогодні на території, яку повинно було займати східне озеро, розташований район Фішвік. Прийняття цього рішення мотивувалося тим, що в разі створення східної водойми було б затоплено близько 690 гектарів сільськогосподарської землі, а водостоку річки Молонгло не вистачило б для підтримки необхідного рівня води у водосховищі.
1953 року Комітет виключив з плану західне озеро, замінивши його звивистим руслом річки, завдовжки 110 метрів, яке покривало одну п'яту первісної площі об'єкта. Оскільки Комітет мав тільки дорадчі повноваження, то рішення про цю зміну приписують керівникам Департаменту внутрішніх справ, які вважали план Гриффіна занадто грандіозним. Прихильники такого рішення вважали, що це буде більш економічно і збереже 350 гектарів землі для подальшого використання. Однак, згідно з проігнорованими інженерними звітами, скорочений проект насправді обійшовся б дорожче через складнішу структуру дамб, які, до того ж, були б менш здатні запобігати повені.
У початковий період консультацій перед внесенням змін в проект заперечень практично не було. Згодом критика скорочення площі водної поверхні посилилася. Процедуру зміни проекту називали боязкою і непрозорою. Деякі організації скаржилися, що вони не мали можливості висловити свою думку до публікації змін, а багато політиків і головний архітектор міста не були поінформовані про них. Критики з іронією натякали, що зміни в проект були пролобійовані впливовими членами Королівського канберрського гольф-клубу, чиї поля мали бути затоплені передбачуваним західним озером.

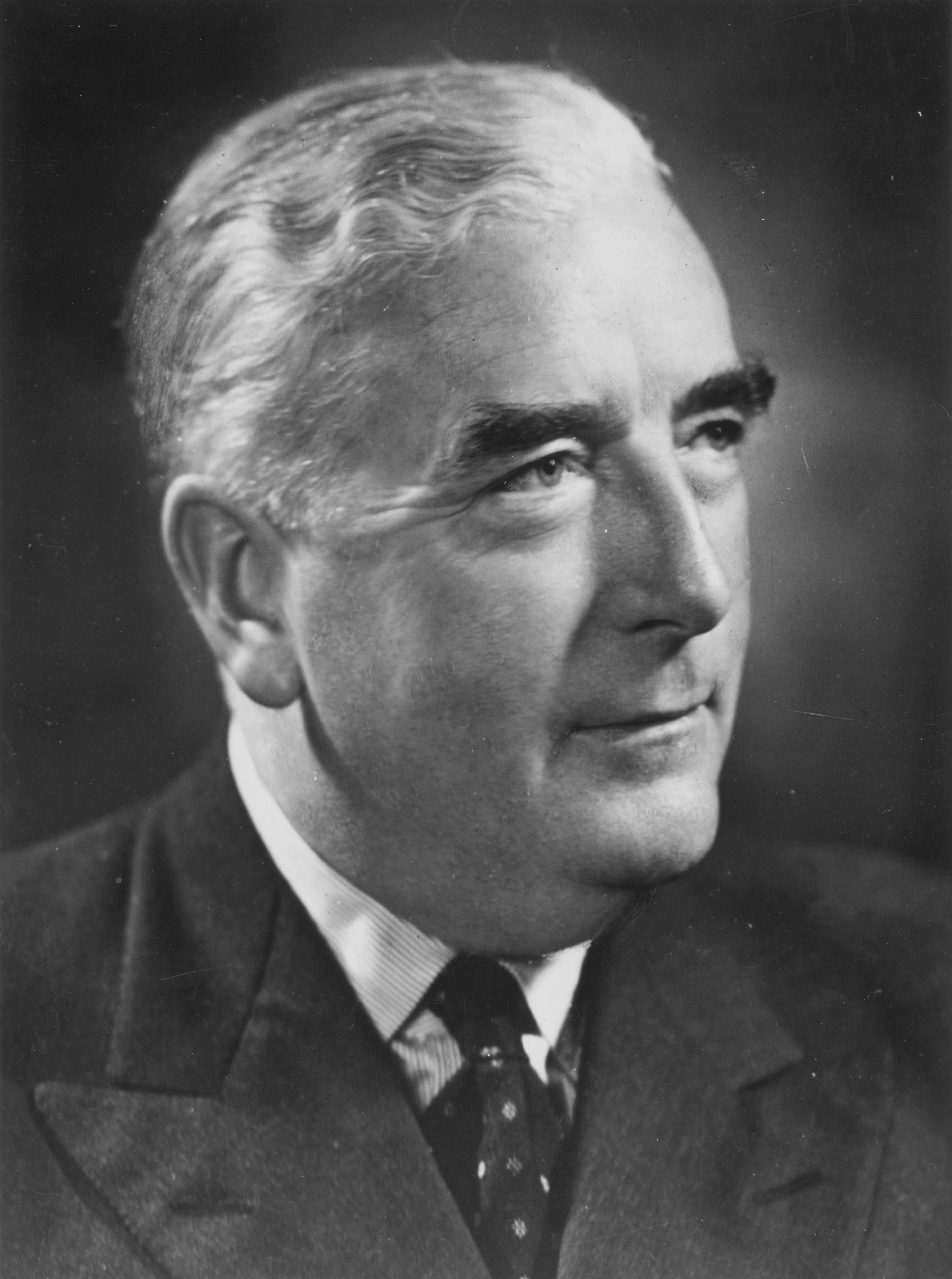
Прем'єр Роберт Мензіс відстоював проект будівництва Берлі-Гриффіна

Парламентський Комітет громадських робіт рекомендував Парламенту зберегти західне озеро. Після проведеного наприкінці 1954 року розслідування Комітет прийшов до такого висновку:
Створення західного озера бажане і піддається реалізації. Його виключив з проекту Канберри Департамент внутрішніх справ без необхідного вивчення Комітетом з планування і розвитку національної столиці і замінив звивистим руслом, що збільшить капіталізовані витрати на суму близько 3 мільйонів. Водоймище в проекті потрібно відновити. Ми рекомендуємо вжити необхідних урядових заходів якомога швидше.
Прем'єр Роберт Мензіс розглядав стан національної столиці як конфуз. З плином часу його підхід еволюціонував від презирства до підтримки розвитку. Він звільнив двох міністрів, відповідальних за розвиток міста, оскільки вважав, що їхній діяльності бракує інтенсивності.
1958 року Комісія з розвитку національної столиці, яку створив і наділив великими повноваженнями Мензіс у 1955 році після парламентського розслідування, відновила західне озеро у своїх планах, що було публічно оголошено в жовтні 1959 року. Комісія також заблокувала намір Департаменту будівництва спорудити міст через водосховище вздовж осі між Будинком парламенту і Австралійським військовим меморіалом, який суперечив плану Гриффіна.
Відомий британський архітектор сер Вільям Голфорд був залучений до доопрацювання початкового плану Гриффіна. Він вніс у проект низку змін: геометрію центрального басейну змінив так, що той більше не являв собою сегмент кола; південний прямий берег набув багатокутної форми з трьома вершинами; на північному березі додали затоку. Результат виявився близьким до більш раннього модифікованого плану Скрівенера.

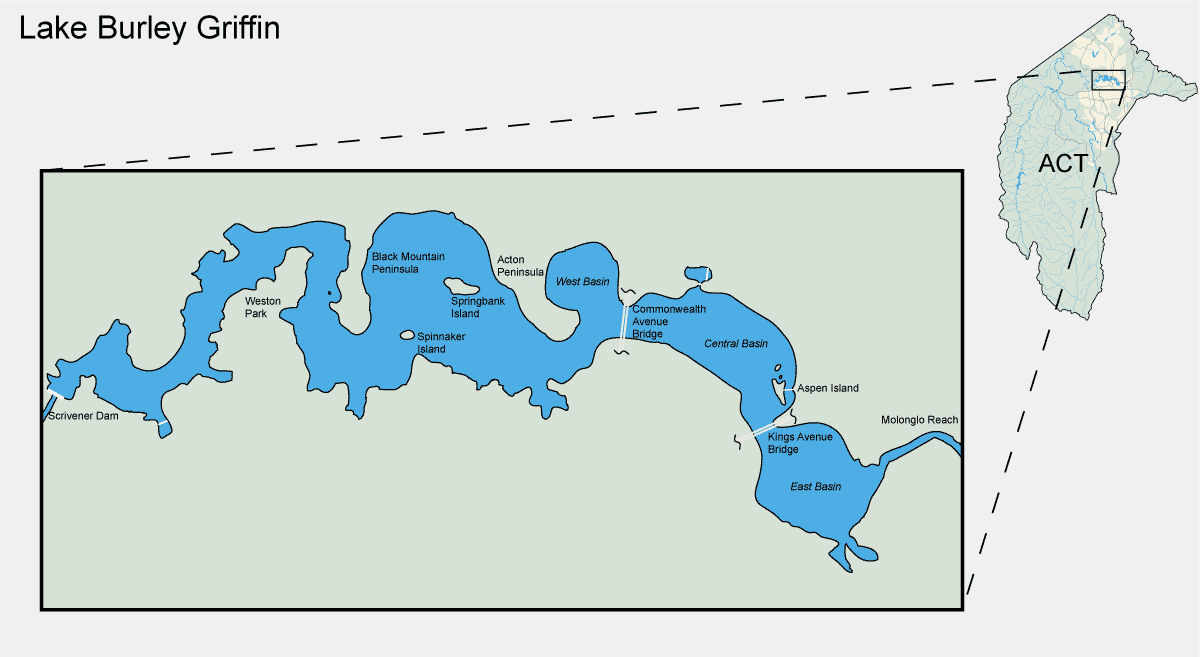
Мапа Берлі-Гриффіна

## Остаточне планування
Площа поверхні водосховища становить 6,64 квадратних кілометра, об'єм води — 33 мільйони кубічних метрів. Воно має 11 кілометрів завдовжки, найбільша ширина — 1,2 кілометра, довжина берегової лінії — 40,2 кілометра, рівень води — 555,93 метра над рівнем моря.
Водосховище відносно неглибоке: максимальна глибина (поблизу дамби Скрівенер) - 17,6 метра, середня глибина - 4,0 метра. Найбільш мілководною частиною комплексу є східний басейн, де середня глибина становить 1,9 метра. Мінімальна глибина біля набережних становить 0,5 метра. Для обмеження росту водоростей набережні облицьовані каменем.
На Берлі-Гриффіні є шість островів, три з яких невеликі й безіменні. З більших острів Аспен розташований в центральному басейні, а острови Спрингбенк і Спіннейкер — в західному озері. Острів Аспен пов'язаний з берегом пішохідним мостом, на ньому розташований Національний карільйон.

## Будівництво
1958 року інженери провели дослідження гідрогеології та структурних вимог до будівництва дамби. Також були проведені додаткові дослідження з моделювання якості води, замулювання, кліматичних ефектів і якості ґрунтів. В результаті було рекомендовано у разі повеней підтримувати рівень води в межах одного метра від запланованих 556 метрів над рівнем моря.
У лютому 1959 року видано формальний дозвіл на початок будівництва. Однак, поки Мензіс був у відпустці, чиновники Департаменту скарбниці переконали уряд припинити фінансування проекту, і початок будівельних робіт затримався. Як тільки старт було дано, роботи стали швидко вестися. У їх розпалі кількість робочих, зайнятих на будівництві дамби, становила від 400 до 500 осіб. Джон Оверол, уповноважений Комісії з розвитку національної столиці, обіцяв Мензісу закінчити роботи протягом чотирьох років, і дотримав слово, попри скептицизм прем'єр-міністра. Обладнання було закуплено швидко.
Після того, як вщухли тривалі політичні суперечки навколо дизайну водосховища, спала і критика щодо всього проекту. Мензіс жорстко засудив «стогони» опонентів будівництва. Переважно проект критикували за марну трату грошей, які можна було б спрямувати на важливі державні потреби по всій Австралії. Менш гострі висловлювання концентрувалися на потенційних негативних наслідках будівництва водойми, таких як розмноження москітів, екологічне виродження, замулювання та можливість створення водоймою туманів. Останнє з цих побоювань виявилося безпідставним.

### Водойми, острови та набережні

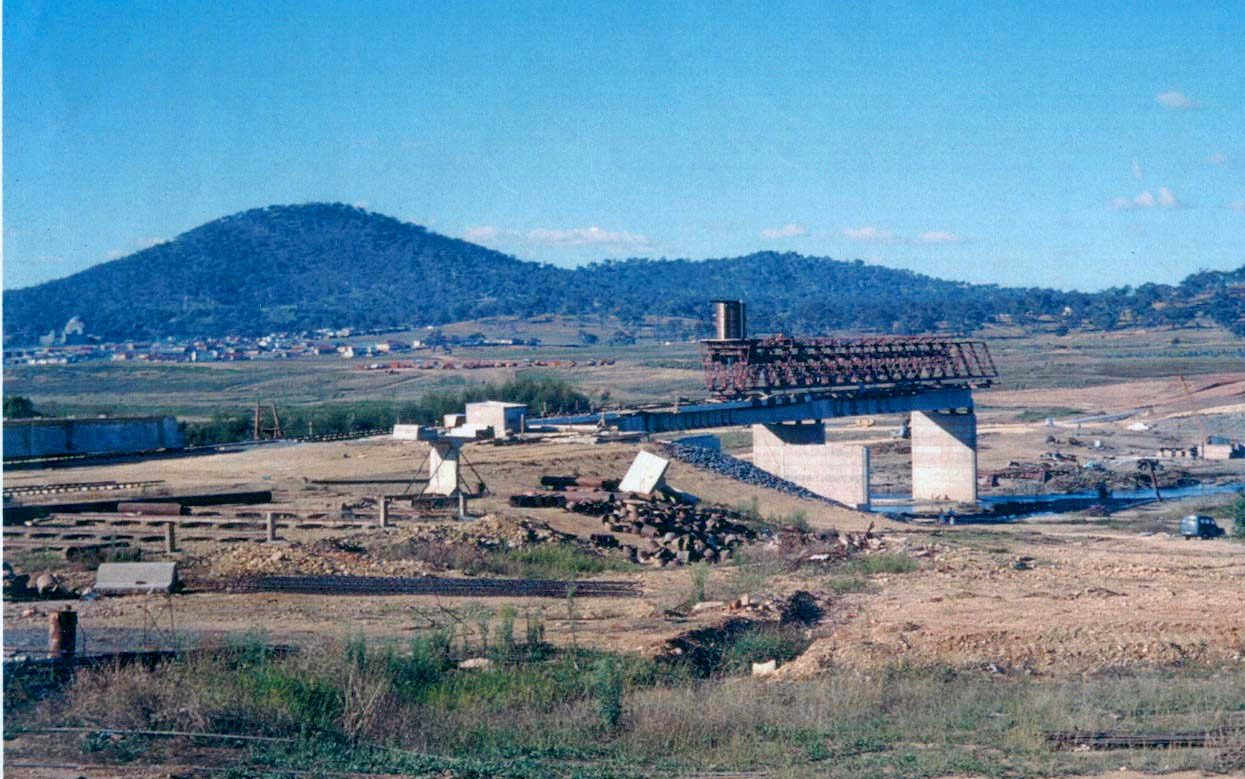
Будівництво південної частини мосту Кінгс Авеню. Австралійський військовий меморіал зліва на дальньому плані. 1961 рік.

Роботи з будівництва озера розпочалися 1960 року з видалення рослинності в заплаві річки Молонгло. Дерева з поля для гольфу вздовж річки, а також спортивні майданчики і будинки було перенесено.
Під час основних земляних робіт будівельники зняли не менш як 382 000 кубічних метрів ґрунту, який потім використали, щоб влаштувати кілька громадських парків і садів, зокрема Парк Співдружності на північному березі, а також шість штучних островів, включаючи острів Спрингбенк. Острів носить назву колишньої ферми Спрингбенк, що розташовувалася на тому самому місці. Земля, яку викопали під час будівництва каналу для вітрильників в Ярраламлі, використали для насипання острова Спінакер на півночі, а камені - для будівництва острова Аспен в східній частині центрального басейну, біля мосту Кінгс Авеню.
Щоб забезпечити достатній кліренс для човнів, дно озера поглибили до принаймні двох метрів від рівня води. Додатковою причиною поглибити дно стало те, що ні москіти, ні водорості не можуть розмножуватися на такій глибині. У басейні озера запроваджено програму з консервації ґрунту, також для мінімізації втрат землі встановлено донні пастки, які використовувалися як джерело піску і гравію для будівельних робіт. Дренажні пристрої було встановлено для запобігання втрат підземних вод під озером.
Упродовж наступної фази робіт споруджено чотири типи берегів озера. З південного боку центрального басейну використано слабкоармовані бетонні утримувальні стіни. На східній стороні, біля Парку Співдружності, а також навколо більшої частини східного басейну, стіни викладені зі скріплених цементом каменів. З рекреаційною метою споруджено піщані і гравійні пляжі, що переважають в західній частині озерного комплексу. Також використано круті скельні схили з водною рослинністю, що особливо характерно для західного озера в Ярраламлі. Фірма William Holford and Partners відповідала за ландшафтний дизайн берегової смуги, де було висаджено понад 55 тисяч дерев відповідно до розробленої схеми. З метою збереження природного міського пейзажу здебільшого висаджували евкаліпти.

### Мости
Озеро перетинають міст Авеню Співдружності (310 метрів), міст Кінгз Авеню (270 метрів) і дорога по дамбі Скрівенер. Обидва мости було побудовано до заповнення озера з використанням дерев'яних конструкцій.

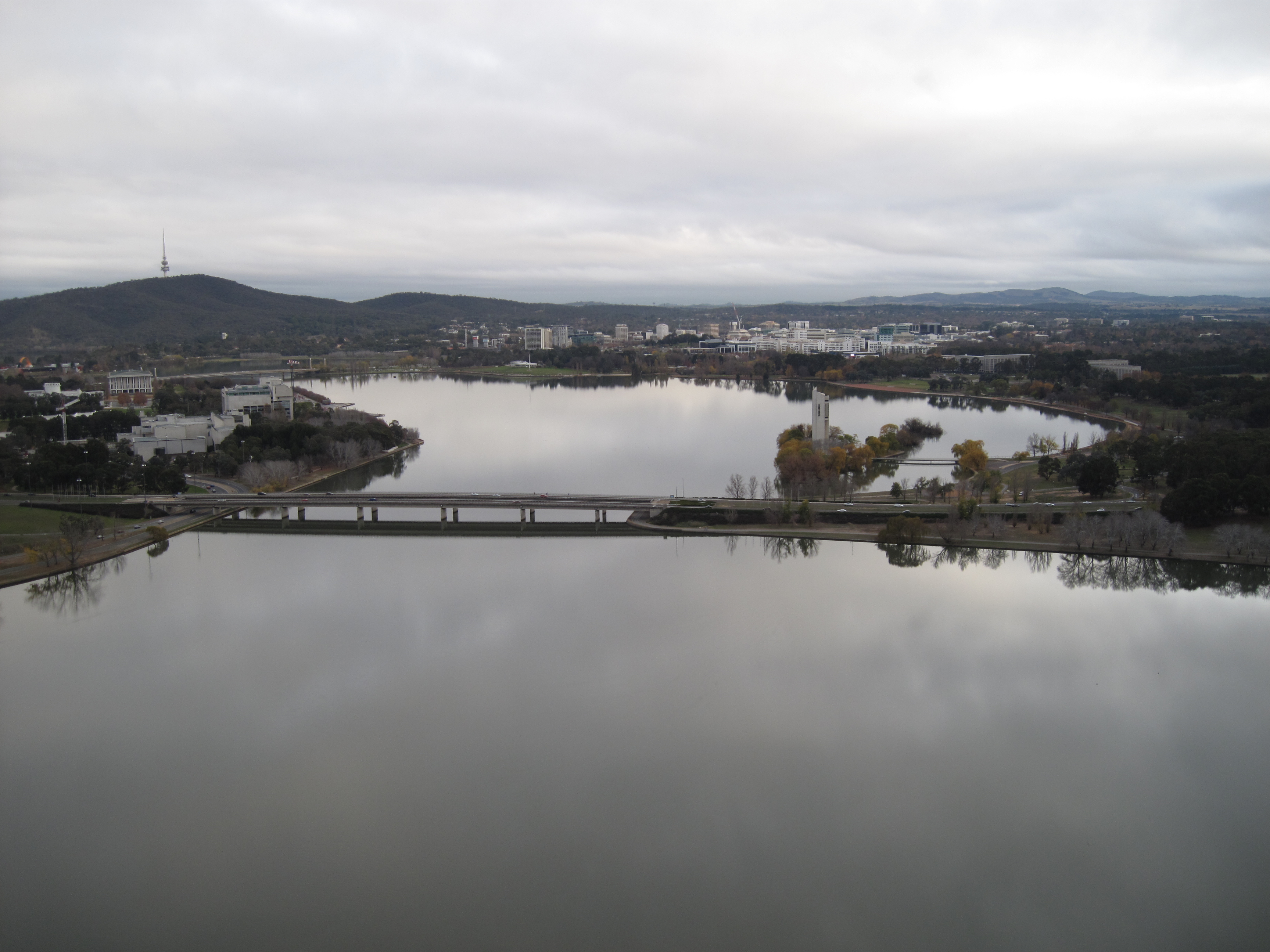
Міст Кінгз Авеню

Проектно-вишукувальні роботи для мостів Авеню Співдружності і Кінгз Авеню були проведені від початку 1959 до початку 1960 року. Будувати міст Кінгз Авеню розпочали 1960 року, а міст Авеню Співдружності — рік по тому. На щастя для будівельників у Канберрі стояла посуха, і під час будівельних робіт ґрунт залишався сухим. Обидва мости побудовані з бетону, посиленого канатами з нержавійної сталі.
Обидва мости з двостороннім рухом, міст Авеню Співдружності має по три смуги в кожному напрямку, міст Кінгз Авеню — по дві. Замість традиційного освітлення за допомогою встановлених на стовпах ламп, міст Кінгз Авеню освітлюється за допомогою ряду люмінесцентних світильників, закріплених на поручнях. Ця концепція відома як «інтегральне освітлення». Це рішення визнали успішним, тому його також використали і для моста Авеню Співдружності. Обом конструкціям були присуджені нагороди Освітлювального інженерного товариства.
Відкриття мосту Кінгз Авеню відбулось 10 березня 1962 року. За великого скупчення публіки прем'єр Мензіс відімкнув церемоніальний ланцюг перед автоколоною і карнавальна хода перетнула озеро. Відкриття мосту Авеню співдружності відбулось 1963 року без офіційної церемонії. Мензіс називав його «найкращою спорудою в національній столиці».

### Дамба

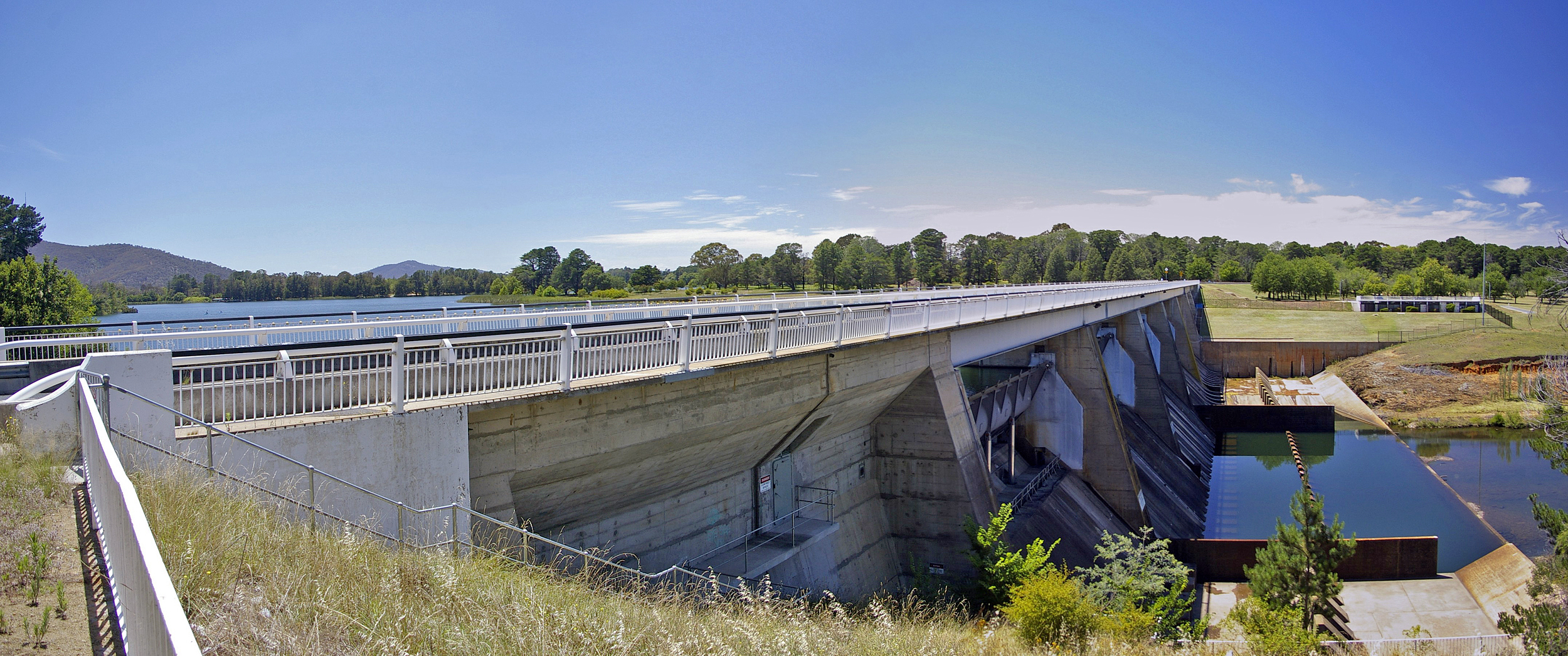
Дамба Скрівенер

Дамба Скрівенер, що утримує води озера Берлі Гриффін, носить ім'я Чарльза Роберта Скрівенера, який вибрав місце для будівництва Канберри. Дамбу спроектувала і побудувала західнонімецька компанія Rheinstahl Union Bruckenbau з використанням передових методів напруження бетону для боротьби з можливими змінами в руслі річки. Це потрібно було зробити через наявність кварцових порід і геологічного скидоутворення під дамбою. У процесі будівництва застосовано близько 55 тисяч кубічних метрів бетону. Дамба має 33 метри заввишки і 319 метрів завдовжки з максимальною товщиною стіни 19,7 метра. Дамба розрахована, щоб витримати паводок, який трапляється раз на 5 тисяч років. Будівництво розпочалось у вересні 1960 року і завершилось у вересні 1963 року.
Дамба має п'ятипрогінний водозлив, контрольований п'ятьма воротами з гідравлічним приводом завширшки 30,5 метрів. Ворота дозволяють точно контролювати рівень води в озері. Всі п'ять воріт одночасно були відкритими лише один раз за весь час існування греблі, під час сильної повені 1976 року. Ворота утримують дві третини об'єму води в озері і дозволяють легко пропускати сміття, що плаває на поверхні.
Проектна потужність дамби дозволяє пропускати 5 600 кубічних метрів води на секунду. Граничний рівень, до настання «катастрофічних руйнувань», становить 8 600 кубічних метрів на секунду. Дамба може пропустити потік 2 830 кубічних метрів на секунду без будь-яких істотних змін у рівні води. Найбільший зареєстрований потік становив 3 400 кубічних метрів на секунду під час ранніх повеней.
Шосе Леді Денман, що проходить по верху дамби, є третім автомобільним переїздом через став. Воно складається з проїзної частини та велосипедної доріжки і дозволяє перетинати водойму жителям західних районів Канберри. Це стало можливим через нововведення в конструкції водозливних воріт дамби, які відкриваються шляхом опускання вниз, тоді як раніше в більшості проектів ворота піднімалися вгору.

### Заповнення озера
Тривала посуха, яка збіглася з роботами з будівництва озера, спростила їх. 20 вересня 1963 року дамбу Скрівенер урочисто перекрив міністр внутрішніх справ Гордон Фріт. Мензіс був відсутній через хворобу. Через кілька місяців дощів все ще не намічалося, і кілька калюж з комарами були єдиними ознаками заповнення озера. Після припинення посухи улоговина водойми наповнилася до планового рівня до 29 квітня 1964 року. 17 жовтня 1964 року Мензіс (вже сер Роберт) відзначив закінчення першого етапу будівництва урочистою церемонією відкриття озера з вітрильними човнами, які плавали на задньому плані. Церемонія супроводжувалася феєрверком. Сплановане Гріффіном озеро стало реальністю через п'ять десятиліть, а його будівництво обійшлося в 5 039 050 австралійських доларів. Фріт запропонував, оскільки Мензіс «значною мірою був батьком озера», назвати озеро на його честь. Мензіс наполіг на тому, щоб озеро носило ім'я Гріффіна.
Під час сильної посухи рівень озера може падати до неприйнятно низького рівня. Коли це відбувається, для відновлення рівня проводиться спуск води з дамби Гугонг, розташованої вище за течією на річці Квінб'ян, притоці річки Молонгло. Ця дамба, будівництво якої завершилося в 1979 році, поряд з двома іншими, Коттер і Корін, є частиною системи водопостачання Канберри і району міста Квінбіан. Дамба Гугонг утримує воду в обсязі 124,5 мільйона кубічних метрів.

## Новітня історія і розвиток

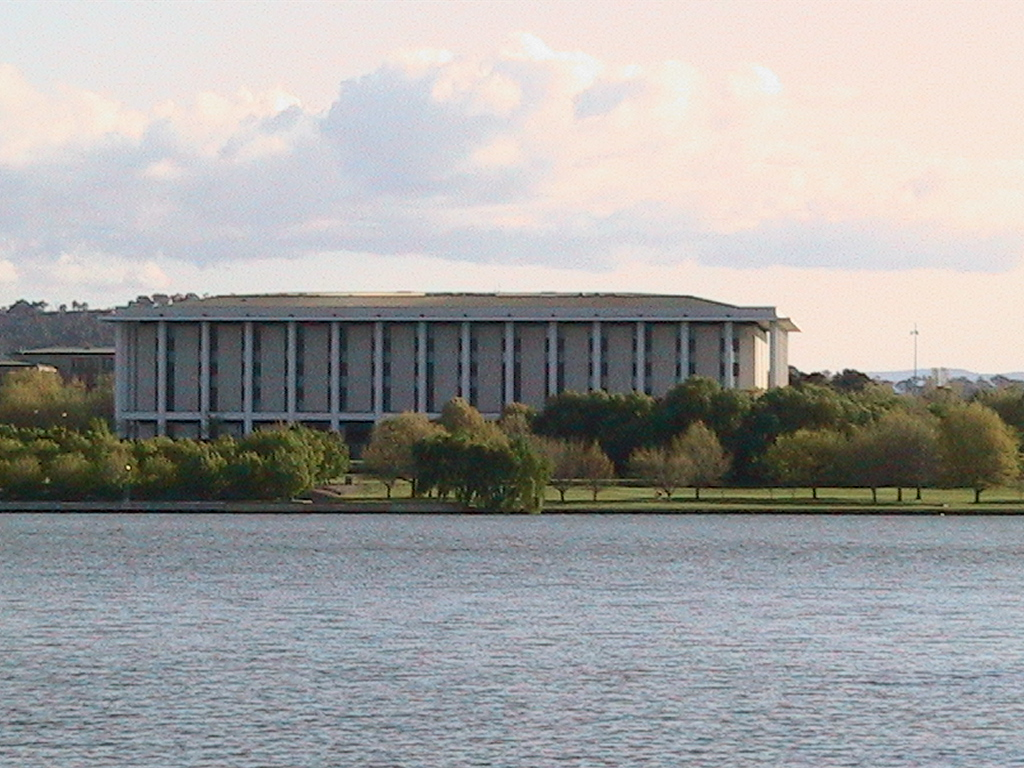
Краєвид з озера на Національну бібліотеку

План Гріффіна зробив озеро центральною точкою міста. За чотири десятиліття після спорудження озера навколо нього з'явились різні будівлі національного значення. Відповідно до політики Уряду, «озеро не тільки є одним з центрів Канберри саме по собі, але й формує безпосереднє оточення району Національного Парламенту».
Створення озера також забезпечило появу водного фасаду для багатьох відомих установ. До свого зносу на півострові Ектон на північному березі між західним озером і західним басейном був розташований Королівський шпиталь Канберри. На південному і північному берегах розташовані Будинок Уряду, історичний Котедж Блунделлс, побудований за 50 років до заснування Канберри, і нещодавно побудований Австралійський національний університет.
1970 року дві туристичні пам'ятки були встановлені в середині центрального басейну. Пам'ятник капітанові Джеймсові Куку був побудований Урядом на честь двохсотріччя відкриття східного узбережжя Австралії Джеймсом Куком. Він складається з фонтану в центральному басейні, що нагадує Женевський фонтан, і встановленої на мисі Регата скульптури у вигляді каркаса глобуса із зображенням маршрутів експедицій Кука. 25 квітня 1970 року пам'ятник урочисто відкрила королева Єлизавета II. Під час цієї церемонії королева Єлизавета також відкрила Австралійську національну дзвіницю на острові Аспен, що складається з 53 бронзових дзвонів, подарованих Британією на п'ятдесятиріччя міста.

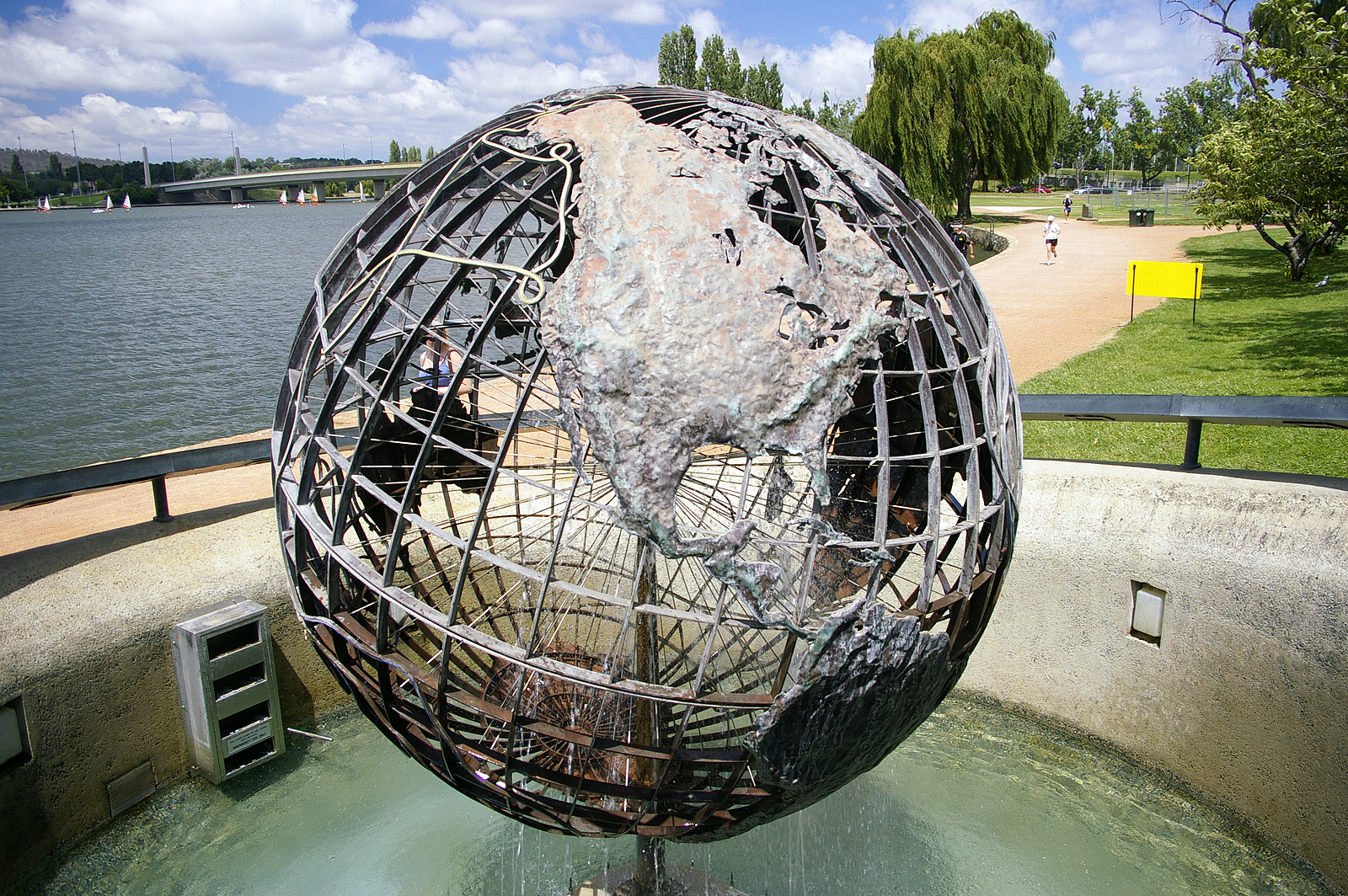
Пам'ятник капітанові Куку

Центральний басейн став водним шляхом між Будинком парламенту Австралії і Австралійським військовим меморіалом, сформувавши ландшафтний бульвар вздовж цієї осі. Від кінця 1960-х до початку 1980-х років вздовж цієї осі побудували ряд будівель національного значення. Будівлю Національної бібліотеки відкрито на західній стороні осі у квітні 1968 року. Будівництво будівель Високого суду і Національної галереї розпочато наприкінці 1970-х років і закінчено у травні 1980 року і жовтні 1982 року відповідно. Ці дві будівлі розташовані на східній стороні осі і з'єднані надземним переходом. 1988 року на капітолійському пагорбі побудовано новий Будинок парламенту Австралії, і, тим самим, завершено формування основної структури Парламентського трикутника.
Нову будівлю Національного музею побудували в 2001 році на місці Королівського шпиталю Канберри. Будівлю шпиталю знесли 1997 року. За процесом зносу спостерігала велика кількість глядачів, а одна дівчинка загинула під уламками, що розлетілись.
На початку XXI століття, вперше після будівництва, обриси озера були істотно змінені за рахунок реконструкції південного берега східного басейну, проектування якої розпочато в 1997 році. В районі Кінгстон побудовано розкішні житлові комплекси, які побили всі рекорди цін на нерухомість. Після суперечок щодо впливу робіт на навколишнє середовище будівництво перенесли в колишню промислову прибережну зону району. У 2007 році почалися днопоглиблювальні роботи для будівництва гавані, що має перетворити район у великий розважальний центр.
Будівлю електростанції Кінгстон, яка колись постачала місто електроенергією, переобладнано в галерею творів мистецтва зі скла Канберра Глассворк 2007 року, через 50 років після закриття електростанції. У квітні 2009 року Уряд схвалив зведення в Кінгстоні 22-метрової скляної вежі, названої Таучін Лайтлі.
У 2007 році Уряд представив план перепланування району навколо історичного Альберт-Холу в туристичну та ресторанну зону. Цей план включав будівництво восьмиповерхового будинку і переведення частини прибережних земель з культурної в категорію комерційну. Однак ініціативу сприйняли вороже активісти охорони історичної спадщини і широка громадськість. Було подано петицію проти проекту з понад 3 300 підписами. Одним зі звинувачень було те, що проект занадто сильно зорієнтований у бік бізнесу і нехтує культурними і суспільними потребами. Пропозицію відкликано у 2009 році.
Було висунуто пропозицію про будівництво пішохідного мосту між Національним музеєм і садами Леннокс на південному березі, який передбачалося назвати Мостом імміграції в пам'ять про внесок іммігрантів у розвиток Австралії. Пропозиція зустріла здебільшого негативні відгуки. Було рекомендовано перепроектувати або перемістити міст з урахуванням потреб інших користувачів озера.

## Можливості для відпочинку

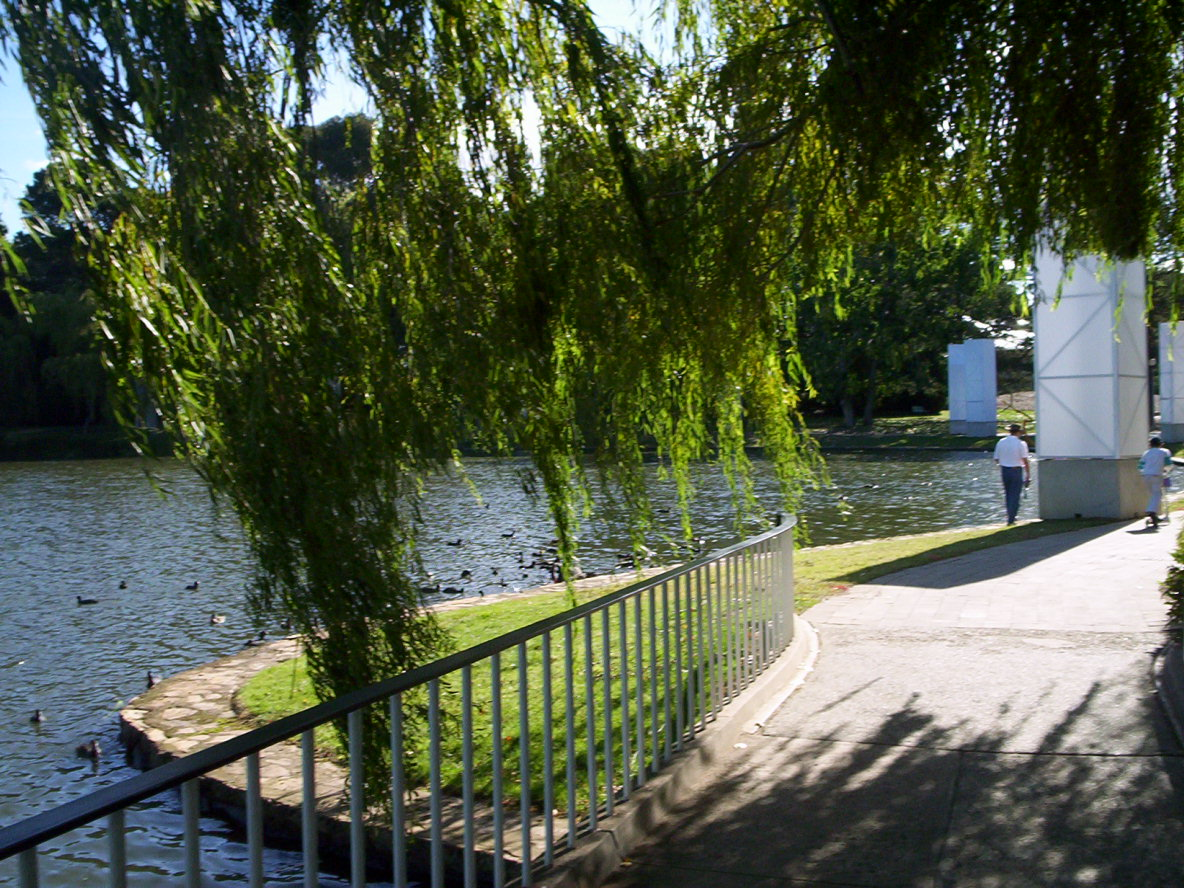
Парк Співдружності

Околиці озера Берлі Гриффін є популярним місцем відпочинку. Уздовж більшої частини берегової лінії розбиті загальнодоступні парки, обладнані електричними пристроями для барбекю, відгородженим зонами для купання, столами для пікніків і туалетами. Ці парки загалом займають територію площею 1 139 квадратних кілометрів. Найбільш відомі парки: парк Співдружності, парк Вестон, парк Кінгз, парк Гревіллея, Шаблон:Сади Леннокс(Канберра), площа Співдружності. Парки Співдружності і Кінгз на північному березі центрального басейну користуються найбільшою популярністю. Останній є міським садовим парком, тут проходить Канберрський фестиваль. У парку Співдружності проводиться Флоріейд, щорічний фестиваль квітів, який проходить навесні впродовж місяця і привертає понад 300 000 відвідувачів, що можна порівняти з чисельністю населення міста. Як найбільший фестиваль квітів в Австралії, ця подія належить до основних туристичних принад Канберри. Коли інший фестиваль пробував взяти те саме ім'я, його організаторам пригрозили судовим розглядом. До сторіччя національної столиці планується розширення масштабів фестивалю. Парк Вестон на заході відомий своїм хвойним лісом, а півострів Блек Маунтін — популярне місце для пікніків серед евкаліптів. Парки Гривіллея і Боуен на берегах східного басейну менш відвідувані.
Завдяки швидкому збільшенню кількості пляжів, човнових гаваней і пристаней, західне озеро стало найбільш популярним серед власників суден і купальників. Навколо озера також прокладена велосипедна доріжка, що робить його популярним місцем для бігу, велосипедних і піших прогулянок по вихідних. На озері влаштовуються новорічні феєрверки й проводяться великі щорічні шоу Скайфаєр (починаючи з 1988 року).

### Водний спорт

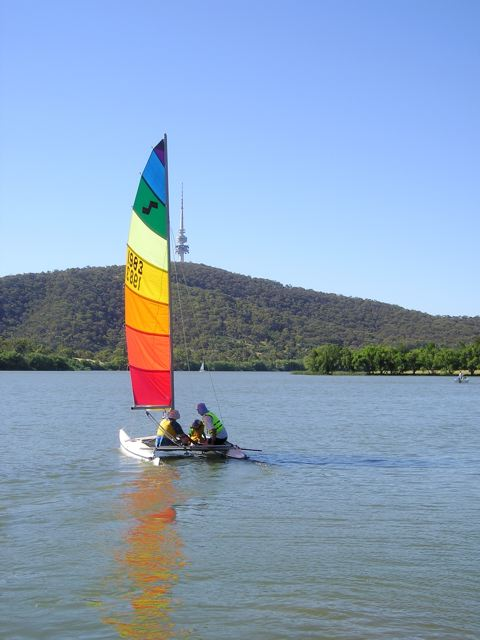
Вітрильний човен у західному басейні озера Берлі Гриффін. На задньому плані вежа Блек Маунтін

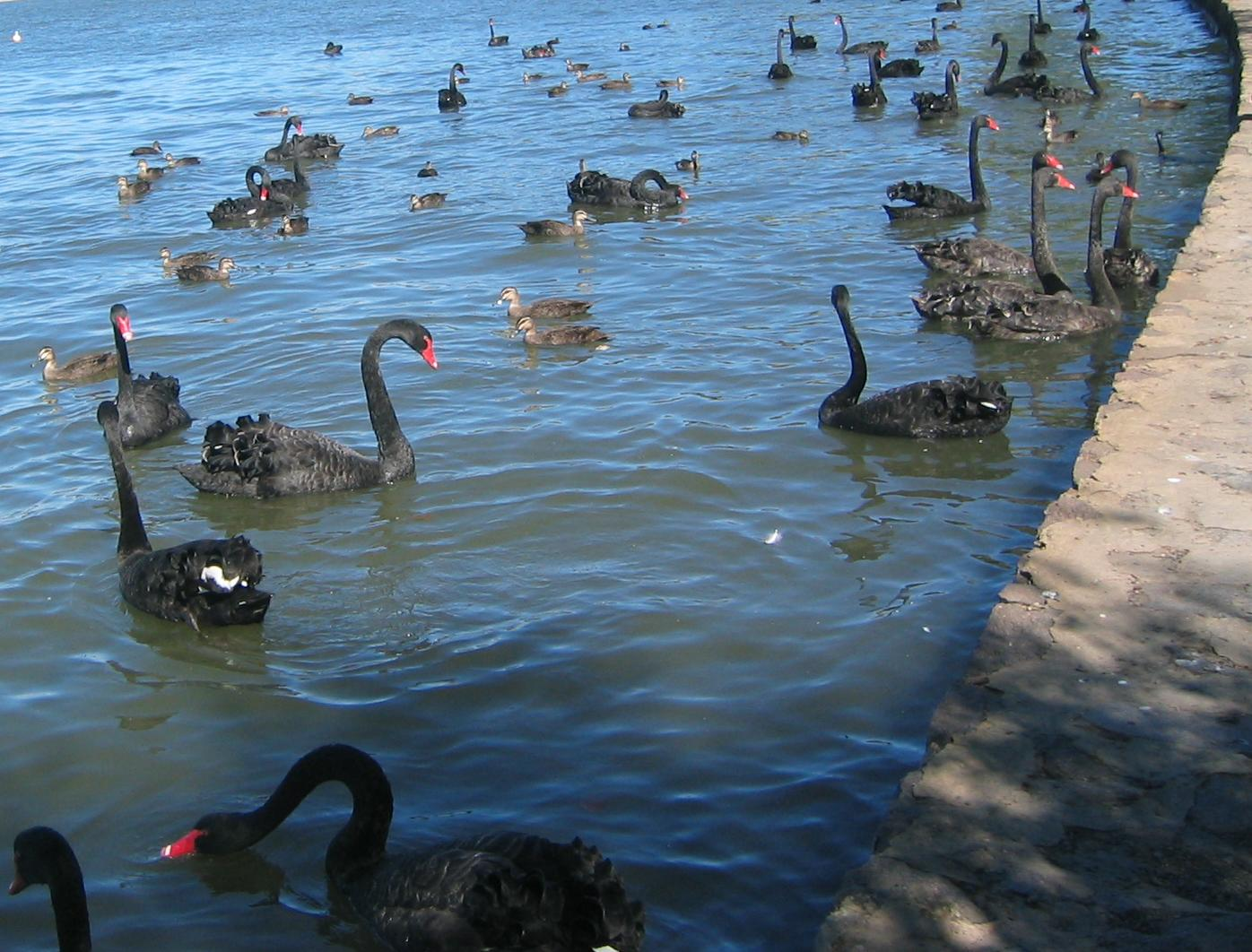
Чорні лебеді в східному басейні озера Берлі Гриффін

Озеро Берлі Гриффін крім декоративних функцій використовується для активного відпочинку. Популярні вітрильний спорт, веслування на каное, віндсерфінг, водні велосипеди. У західній частині озера влаштований гребний канал. 1964 року на озері відбувся національний чемпіонат, але організації подальших заходів перешкоджали сильні вітри. Одного разу вітер виніс човен на пілон мосту. Хоча плавання в озері і не є особливо популярним, можливості для цього звужені випадками закриття озера для купання через якість води. Іншим стримувальним чинником є низька температура води. Влітку озеро використовують для проведення плавальної частини різних триатлонів і акватлонів, включаючи Триатлонний фестиваль Шрі Чинмоя.
Загалом використовувати моторні човни на озері заборонено. Дозвіл можна отримати для використання моторних човнів у цілях порятунку, навчання, комерційних цілях, а також в особливих випадках (наприклад, показ історичних парових човнів). Молонгло Річ, зона річки Молонгло перед впадінням у східний басейн, призначена для катання на водних лижах. Тут дозволена експлуатація моторних човнів.

### Безпека

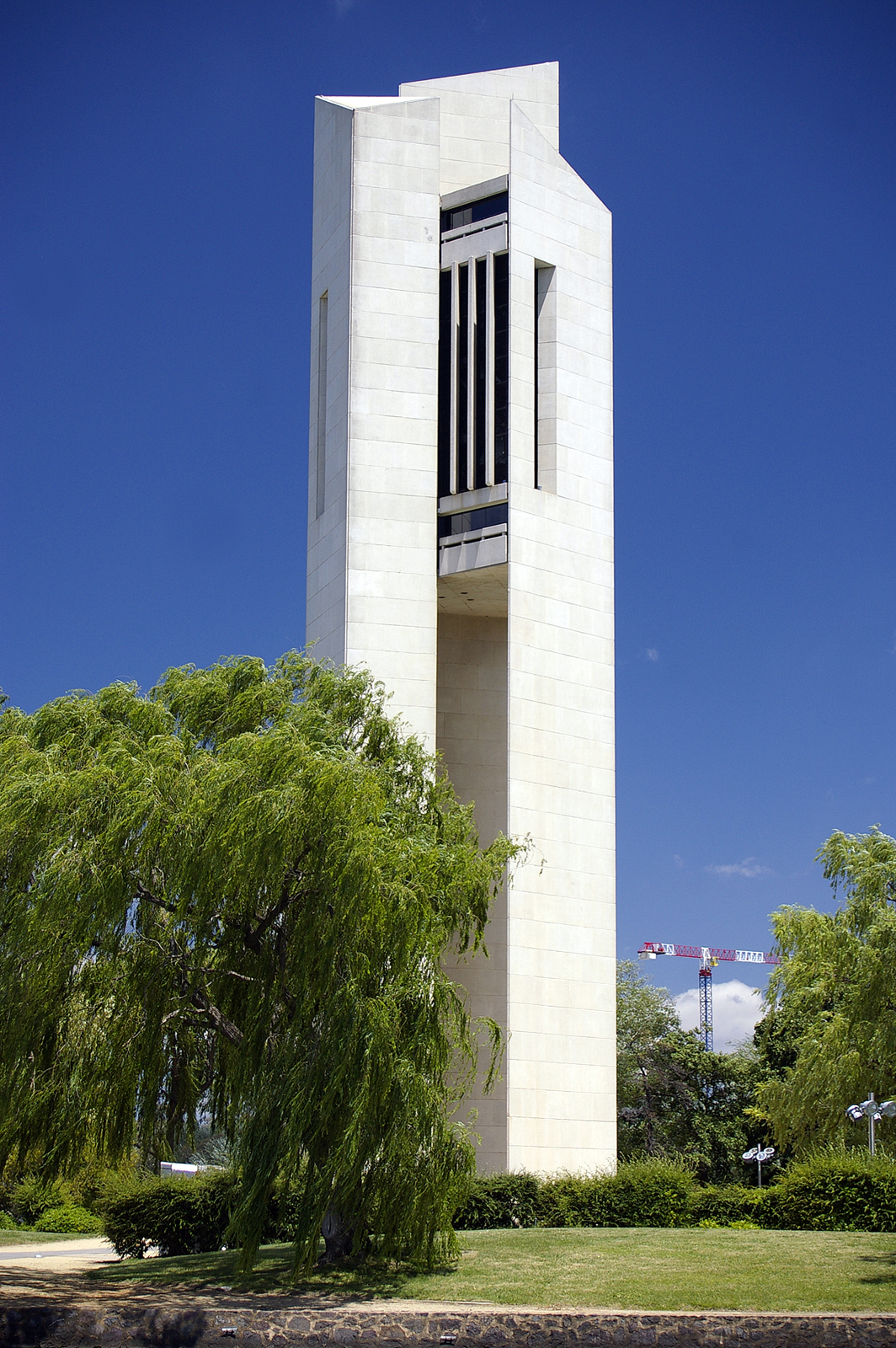
Національна дзвіниця на острові Аспен

Озеро патрулює водна поліція Австралійської федеральної поліції. В обов'язки водної поліції входить допомога користувачам озера, регулювання руху на озері й буксирування пошкоджених човнів до берега.
Більшість місць для купання мають спеціальну обгороджену зону. У найбільш популярних зонах є шафки з рятувальними жилетами і телефонами екстреного виклику. За період від 1962 до 1991 року в озері потонуло семеро людей.
Заради безпеки та збереження якості води озеро розділене на зони, призначені для різних занять. Східний край призначений для занять, пов'язаних із безпосереднім контактом з водою, наприклад, плавання і катання на водних лижах. Східний і центральний басейни, ближчі до населених районів, призначені для занять веслуванням і вітрильним спортом. Західне озеро є основною зоною відпочинку, тут дозволено займатися будь-якими видами водного спорту.

## Екологічні питання

### Якість води

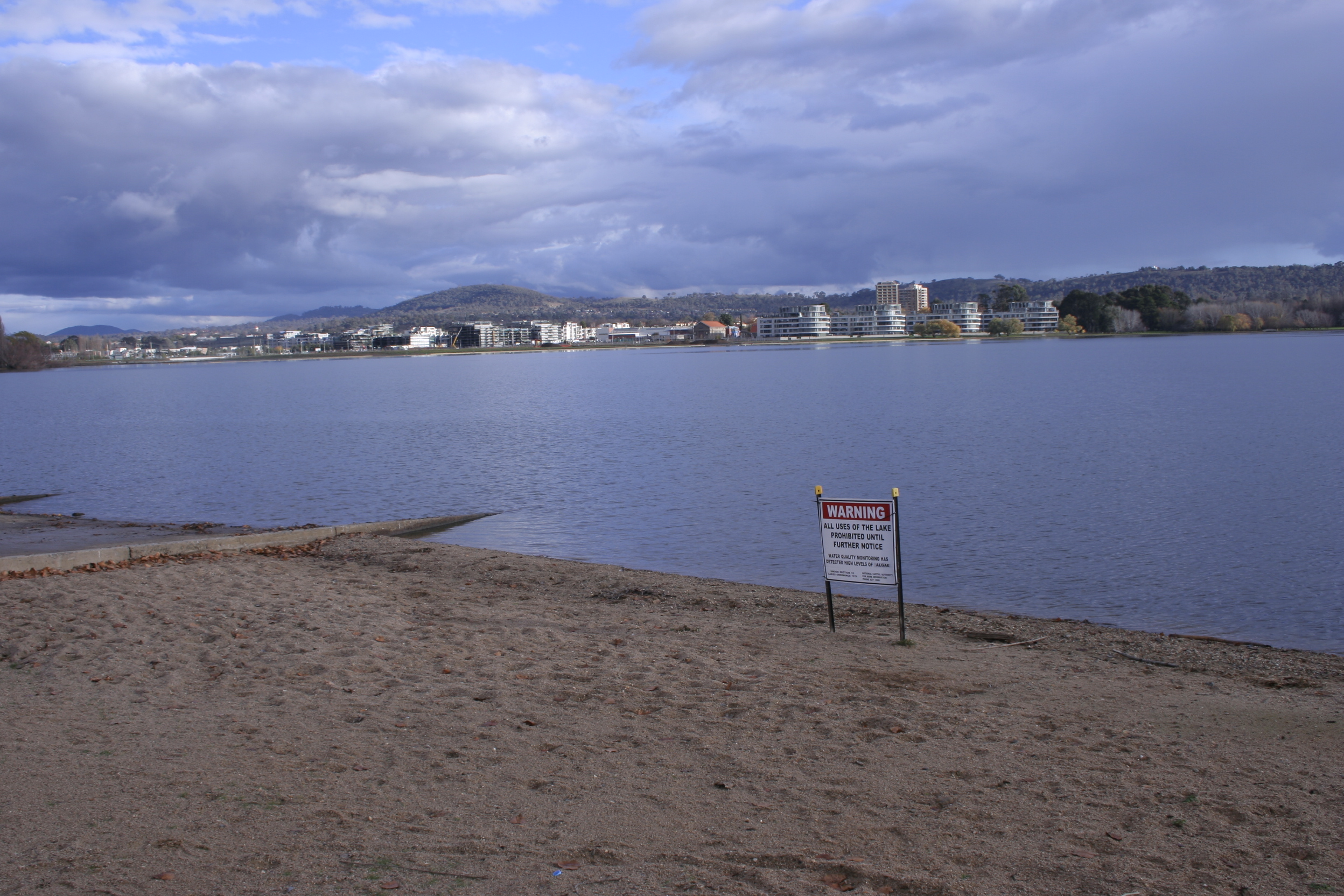
Оголошення про закриття озера через небезпечну концентрацію синьо-зелених водоростей 5 червня 2009 року

Концентрація токсичних ціанобактерій в озері перебуває на прийнятному рівні. Попередження про небажаність контакту з водою видають, коли в озері розвивається цвітіння вод. З метою поліпшення якості води були спроби обмежити потрапляння в озеро фосфатів. Ціанобактерії (або синьо-зелені водорості) виробляють токсини, що можуть становити небезпеку для людей і тварин, які вступають у контакт із забрудненою водою. Було кілька випадків зараження собак після гри у воді озера та її пиття.
Вода також виглядає каламутною, проте це, зазвичай, не становить ризику для здоров'я. Разом з тим, помутніння води, викликане вітром, перешкоджає фотосинтезу. Замулювання не є суттєвою проблемою й характерне лише для східного басейну, хоча і тут очищення не потрібне. Проблему спростило будівництво дамби Гугонг. Знизилося і забруднення важкими металами, частково завдяки закриттю деяких великих копалень вище за течією. Однак вилуговування і просочування ґрунтових вод все ще викликають деяке забруднення. Для зниження цього рівня на вході в озеро влаштовані пастки для сміття, нафтових відходів і осадових порід.

### Водне життя і рибальство
Риболовля на озері досить популярна. Найчастіше виловлюють в озері нелегально розведених коропів. Ведеться щорічний моніторинг популяції риб. Серед видів, які зустрічаються рідше: мюррейська тріска, західний короповий піскар і сріблястий окунь, а також штучно розведені золоті рибки, гамбузії, пструг райдужний і пструг струмковий.

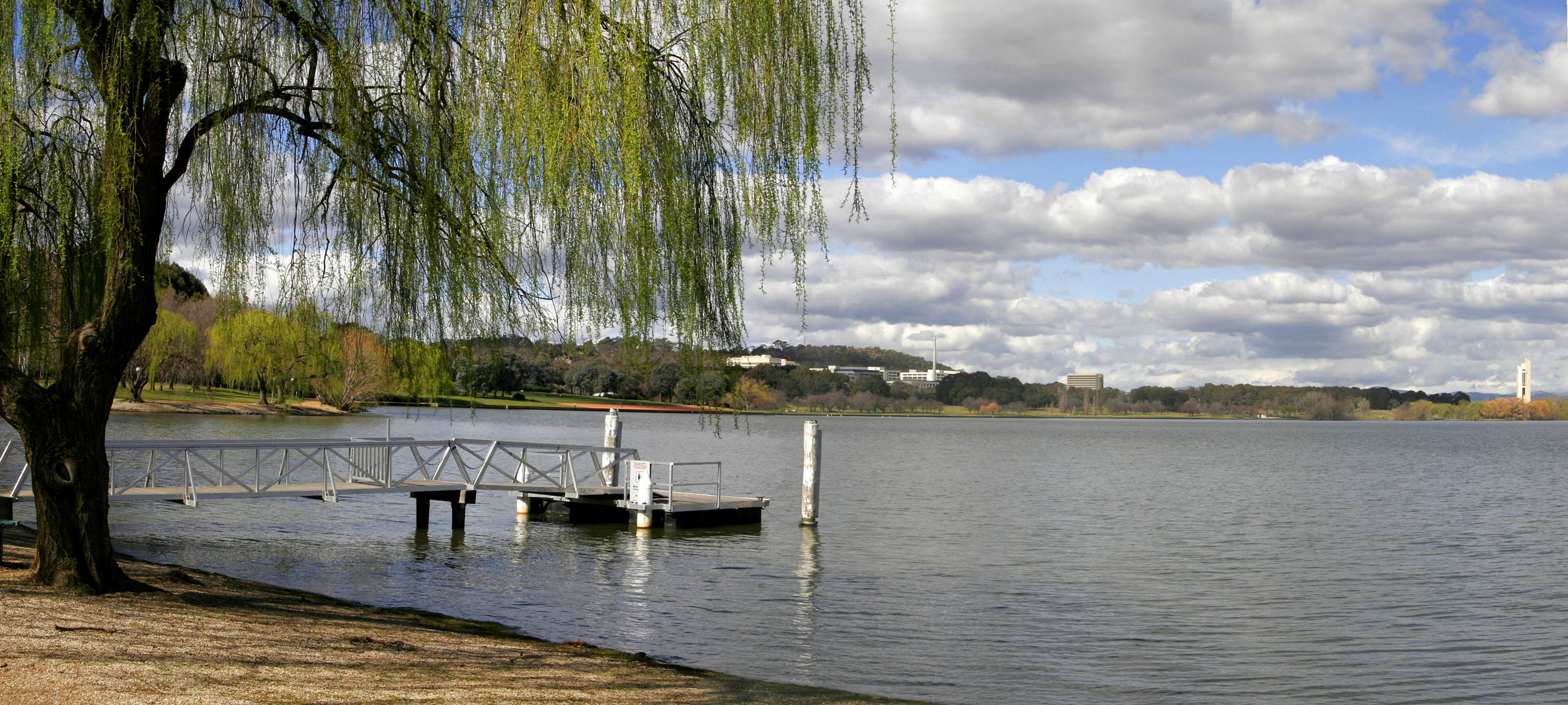
Краєвид уздовж центрального басейну на Національну дзвіницю та Міністерство оборони

Озеро щорічно поповнюється різними видами риби. Від 1981 року в його води випущено понад півмільйона особин. З моменту заповнення популяція риб в озері змінювалася багато разів, змінювалася також і політика щодо його поповнення різними видами.
Шляхом регулярних поповнень, які проводилися від початку 1980-х років, вдалося відновити на прийнятному рівні популяції золотистого коропа і мюрейської тріски. Ці місцеві риби мешкали в річці Молонгло до будівництва озера, однак, через забруднення річки підприємствами добувної промисловості, руйнування середовища проживання, надмірного вилову і появи нових, штучно розведених видів, у першій половині XX століття майже зникли. Збільшення популяції цих риб дозволило відновити баланс в екосистемі, де вони є хижаками і поїдають інші види риб.
Сріблястого коропа і коричневу форель випускали в озеро в 1981-83 і 1987-89 роках відповідно, а після цього їх популяцію не поповнювали. Райдужного пструга випускали в озеро нерегулярно, приблизно раз на десять років, а від 2002 року його випуск припинили через дуже низький рівень виживаності. Згідно з урядовим звітом причини низької виживаності не визначені, однак домінування коропа в конкуренції за їжу є основною версією. За останні десятиліття короп золотистий і мюррейська тріска становили чотири п'ятих від усіх випущених в озеро риб, в останні п'ять років випускали тільки їх. Уряд планує продовжити таку політику до 2014 року.

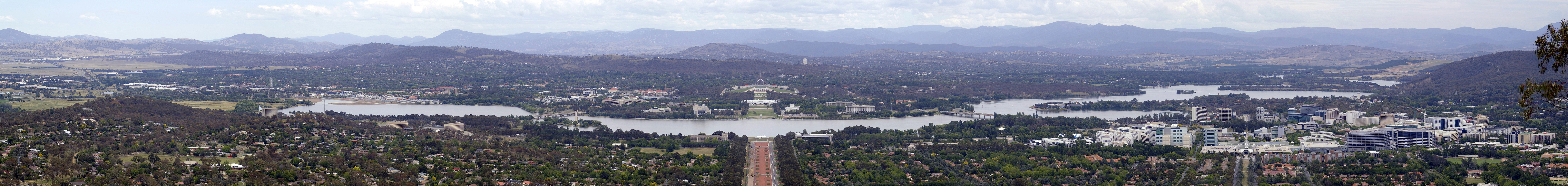
Краєвид озера Берлі Гриффін і Будинку Парламенту з гори Ейнслі